# Вулиця Леніна (Луганськ)
Вулиця Леніна (офіційно Лєніна, колишня Петербурзька, згодом Петроградська) — вулиця в історичному центрі Луганська. Складається з колишніх вул. Петербурзької й Успенської (від Верстатобудівного заводу до пл. Революції). 
До 1960-х років — діловий і торговельний центр міста. Перетинається з вул. Совєтською.
Після прийняття закону про декомунізацію у 2015 вулиця підлягає перейменування, але через окупацію у 2014 виконання закони неможливе.

## Історичний огляд

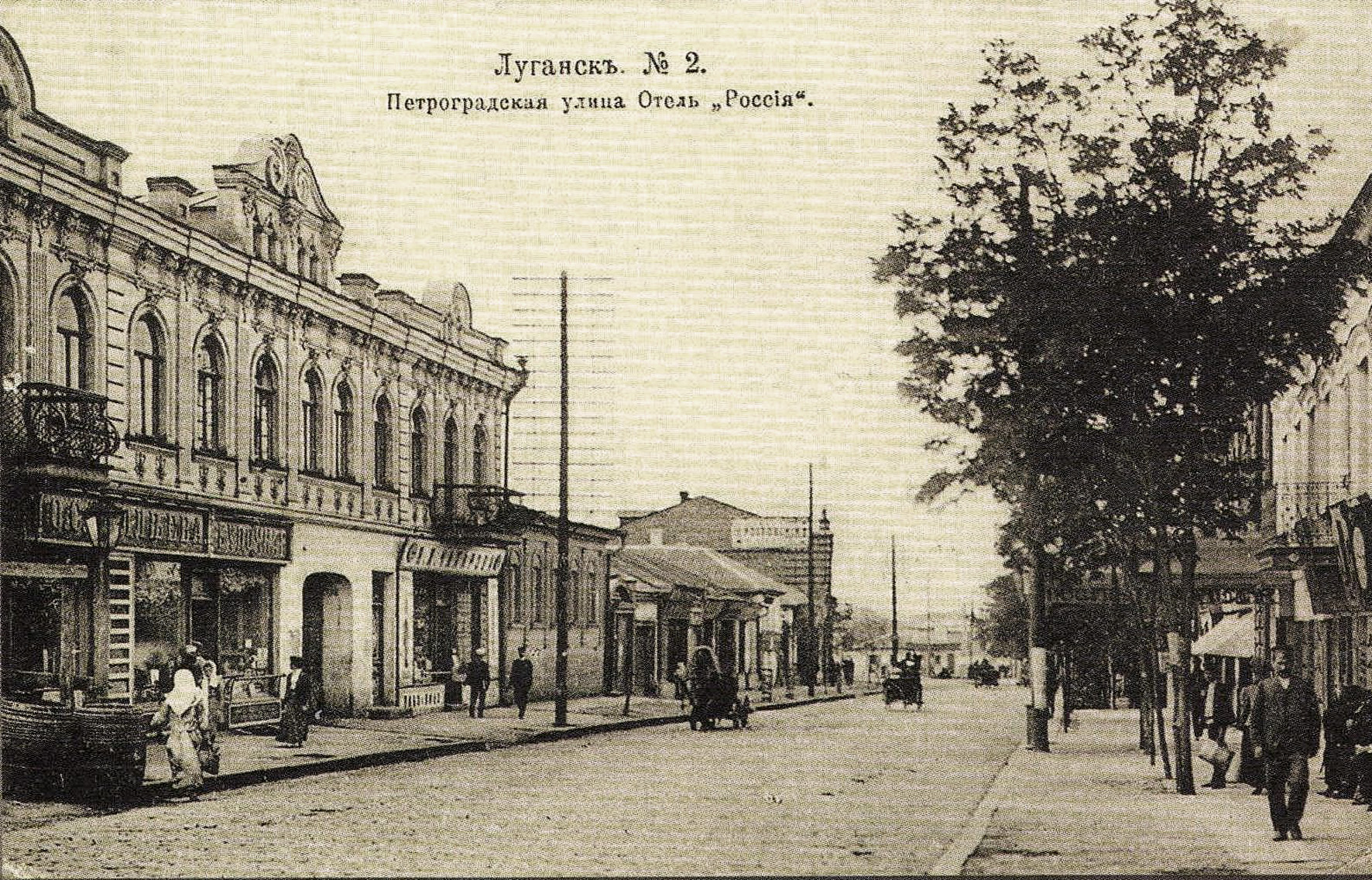
Готель «Росія» (початок XX ст.)

У XIX столітті на вулиці зводились двоповерхові будинки. На перших поверхах розміщувались численні заклади: газета «Уездные вести», повітовий військовий начальник, крамниці, готелі, ресторани, цирульні, цукерні, зуболікарський кабінет, ювелірні і годинникові майстерні, кіоски. На Петербурзький знаходилось ательє фотографа Льва Матусовського, один із синів якого, Михайло Матусовський, згодом став відомим радянським поетом-піснярем.

## Опис
Вулиця починається від прохідної Верстатобудівного (колишнього патронного) заводу імені В. Леніна. Огинає історичний центр міста. Більше половини вулиця пролягає через приватний сектор і разом з трамвайною лінією маршрутів № 1 і № 2 закінчується в районні 3-го кілометра.
На вулиці знаходиться Ливарно-механічний завод, Луганська обласна філармонія, Пташиний ринок, крамниці, ресторани. За радянські часи тут функціонували пологове відділення, книгарня, кінотеатр «Комсомолець» і кінотеатр повторного фільму. 

## Галерея

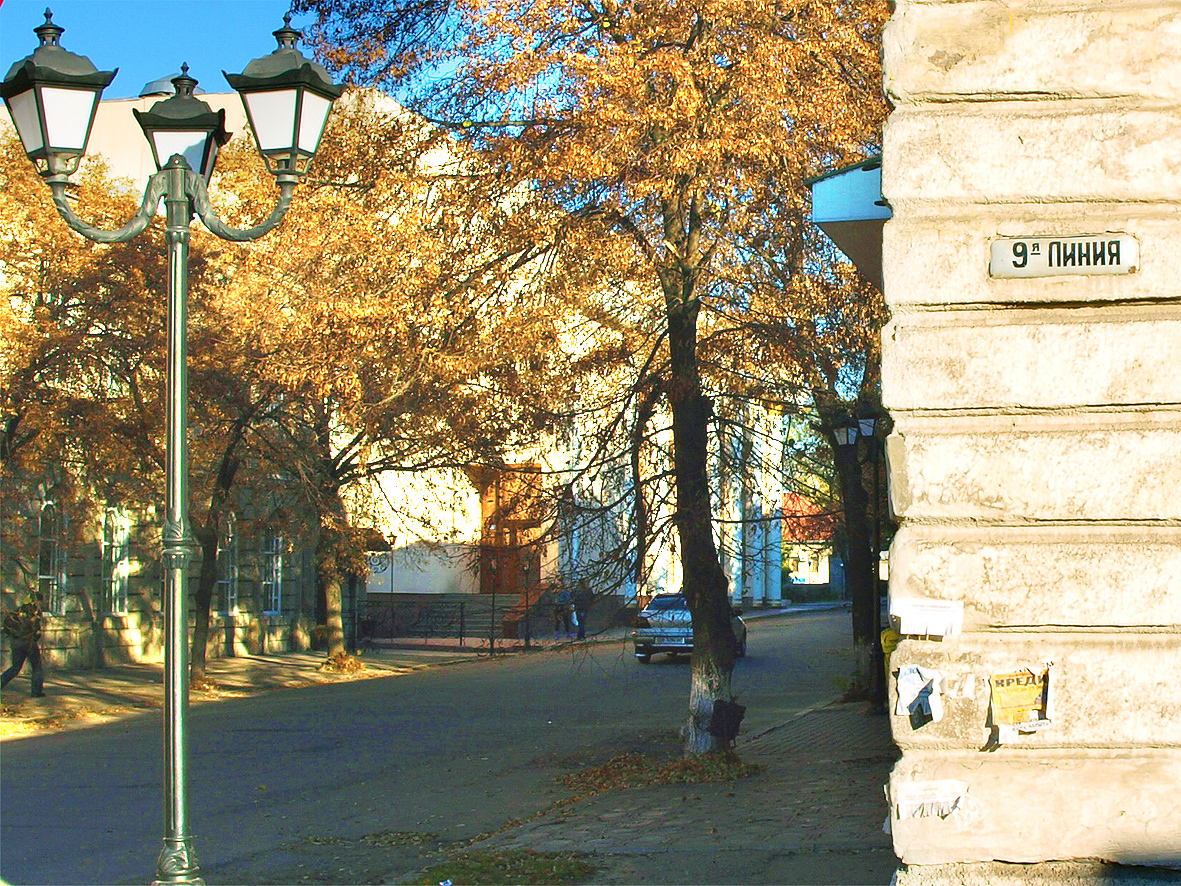
Перехрестя з 9-тою лінією
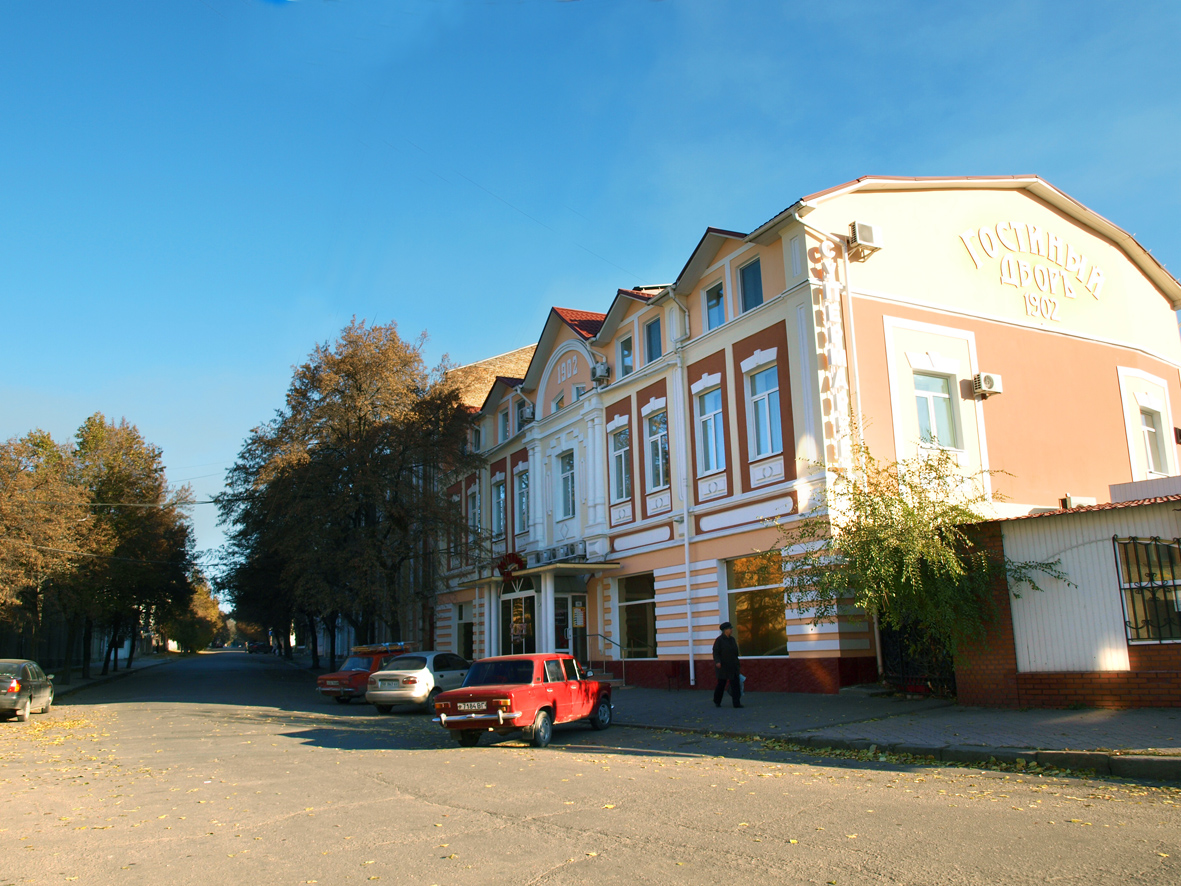
Гостинне подвір'я
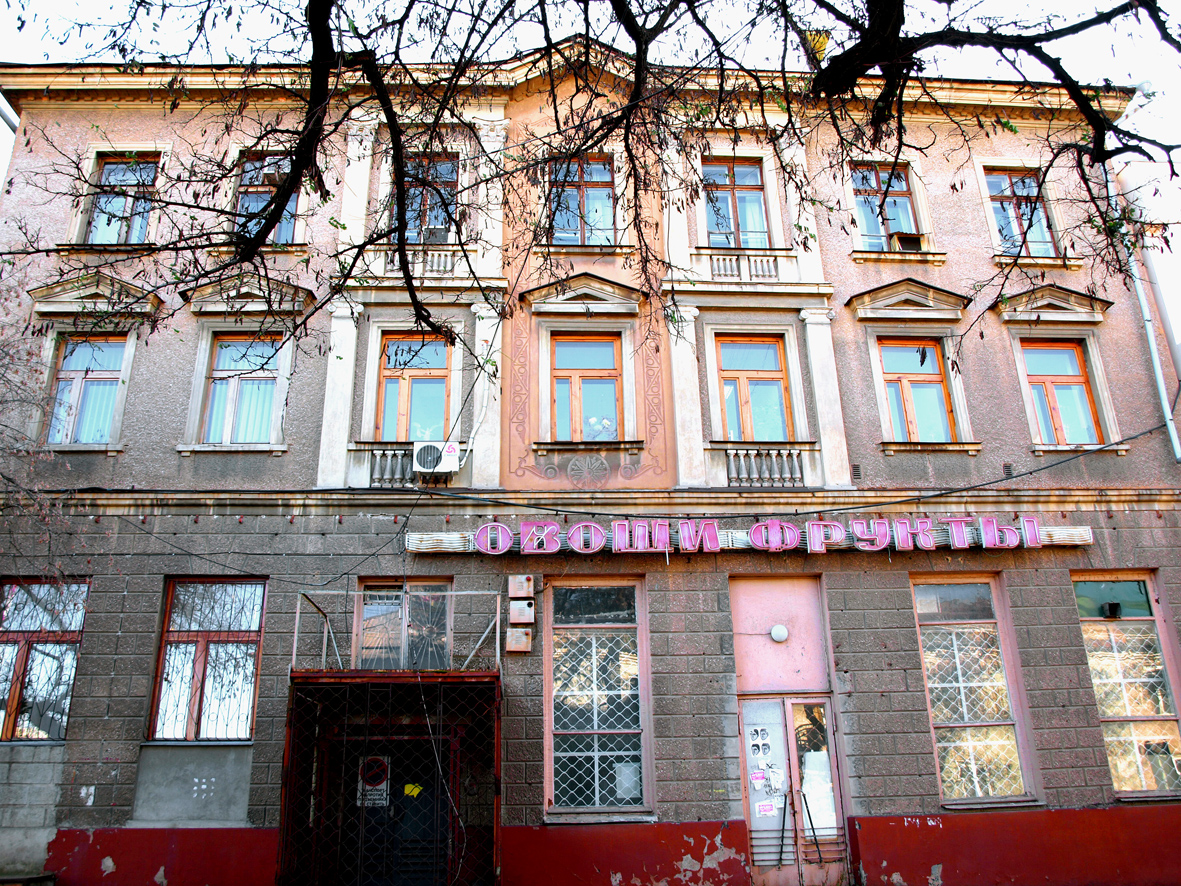
Колишній магазин «Овочі-фрукти»
Трамвайна лінія на вул. Леніна
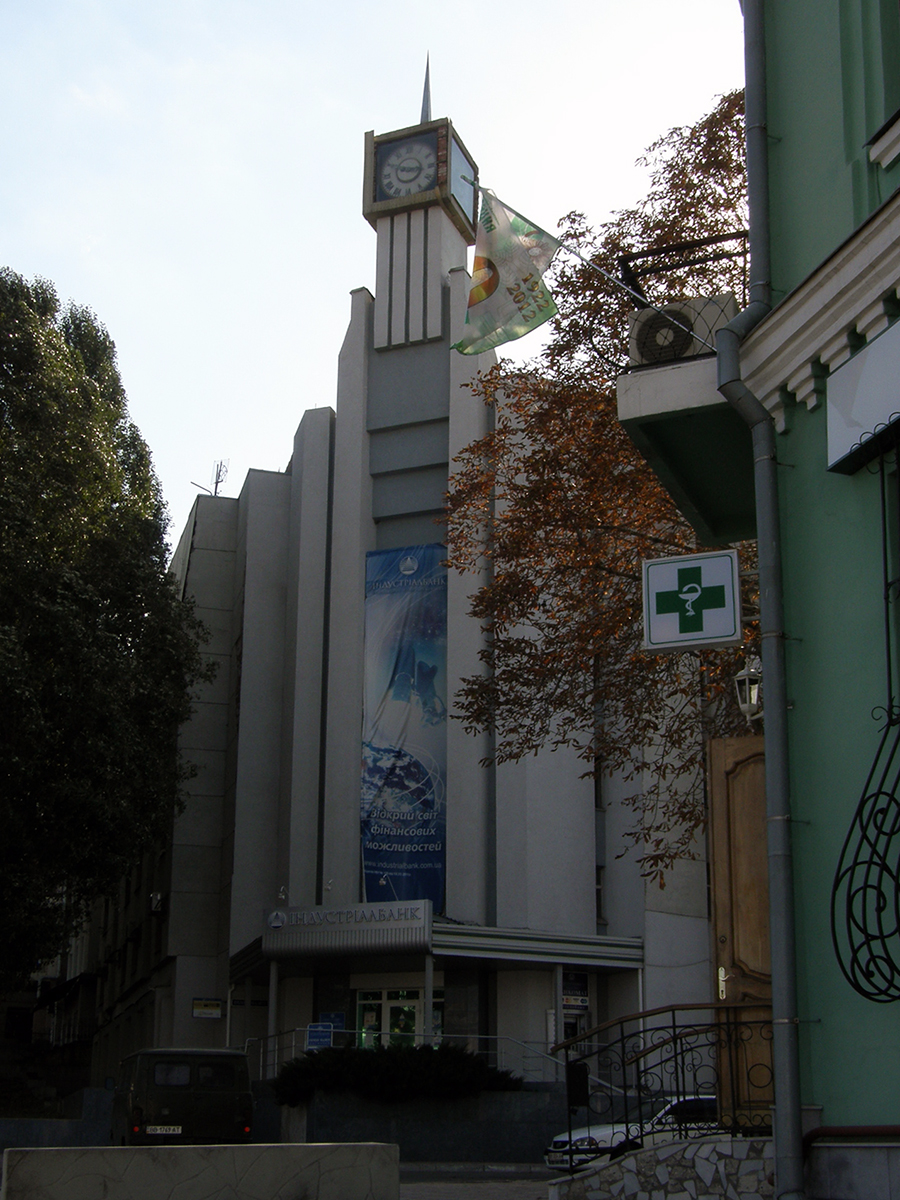
вул. Леніна, 2 (на розі з вул. Титова або пл. Борцям революції)